# Škoda 1200
Škoda 1200 (typ 955) – samochód osobowy produkowany w zakładach Škody w miejscowościach Mladá Boleslav, Vrchlabí i Kvasiny w latach 1952–1956.
W latach 1952–1961 wyprodukowano 67 071 egzemplarzy wszystkich rodzajów Škody 1200 i 1201, z czego 15 594 w Mladá Boleslav, 13 359 w Kvasinach oraz 38 118 we Vrchlabí.
| Wymiary               |         |         |           |          |
| Wersja nadwozia       | sedan   | kombi   | dostawczy | ambulans |
| Długość               | 4500 mm | 4360 mm | 4360 mm   | 4550 mm  |
| Szerokość             | 1680 mm | 1690 mm | 1690 mm   | 1680 mm  |
| Wysokość              | 1520 mm | 1590 mm | 1580 mm   | 1600 mm  |
| Rozstaw osi           | 2685 mm | 2685 mm | 2685 mm   | 2685 mm  |
| Rozstaw kół przednich | 1250 mm | 1250 mm | 1250 mm   | 1250 mm  |
| Rozstaw kół tylnych   | 1320 mm | 1320 mm | 1320 mm   | 1320 mm  |

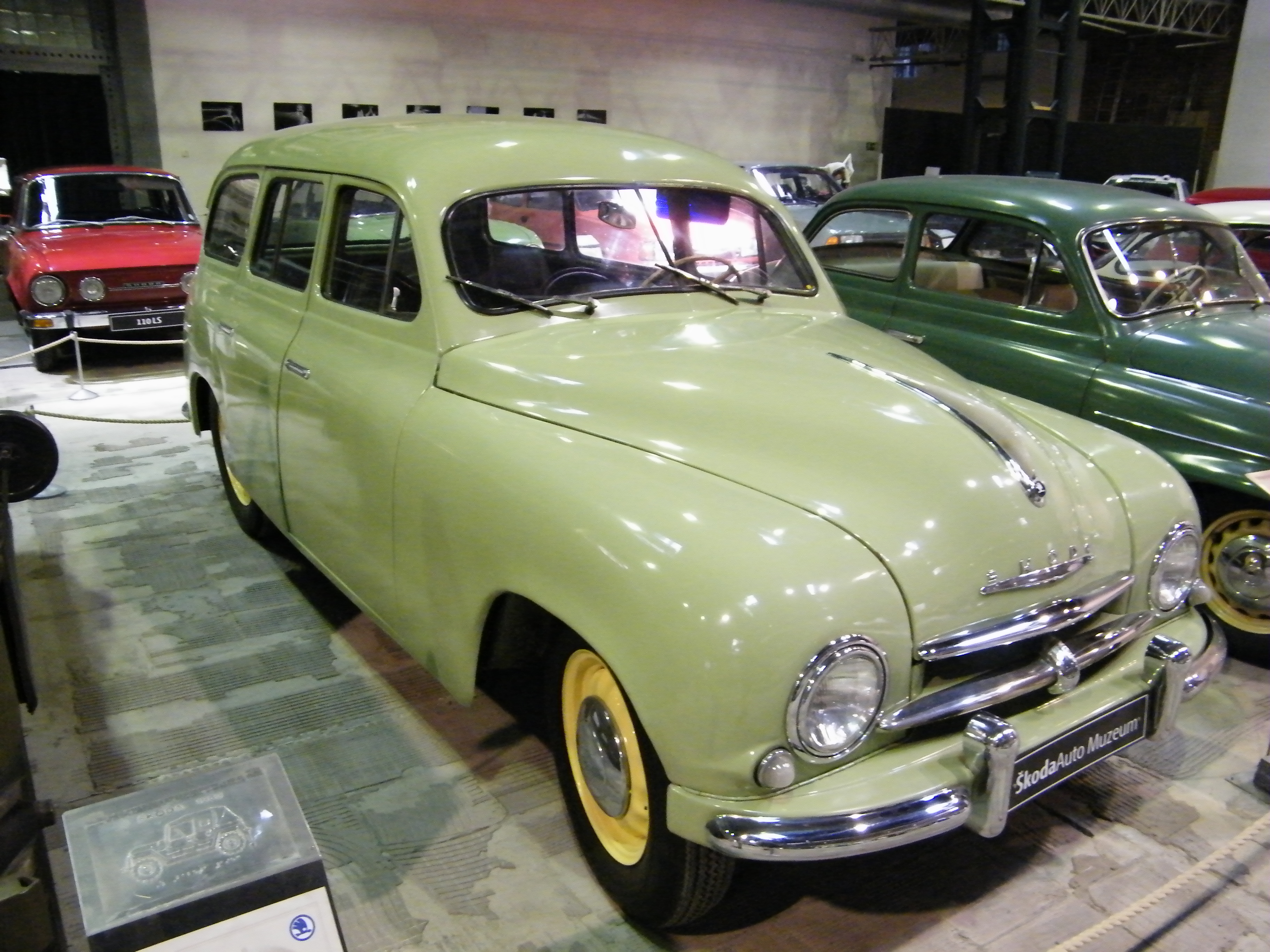
STW (kombi)
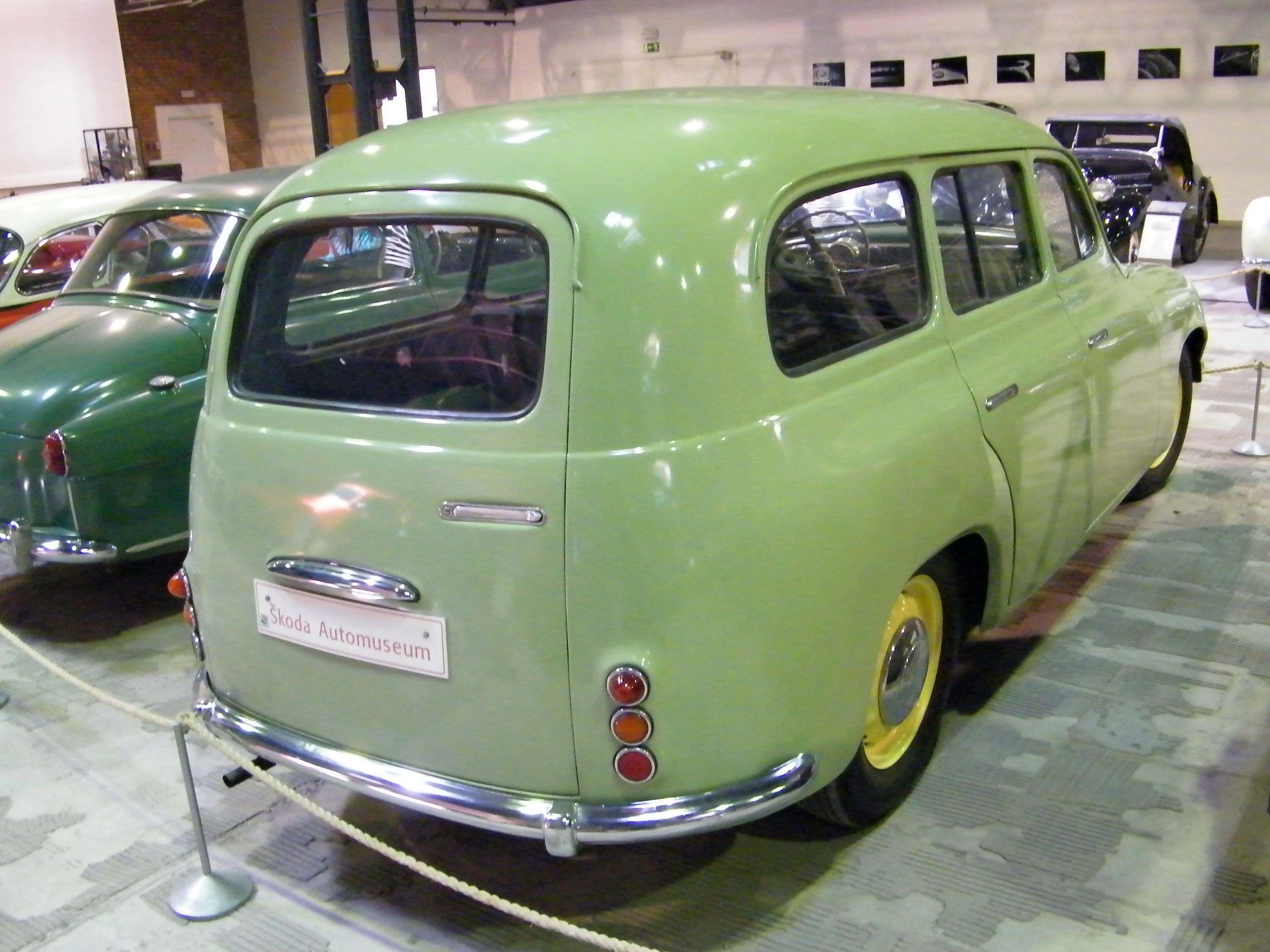
STW
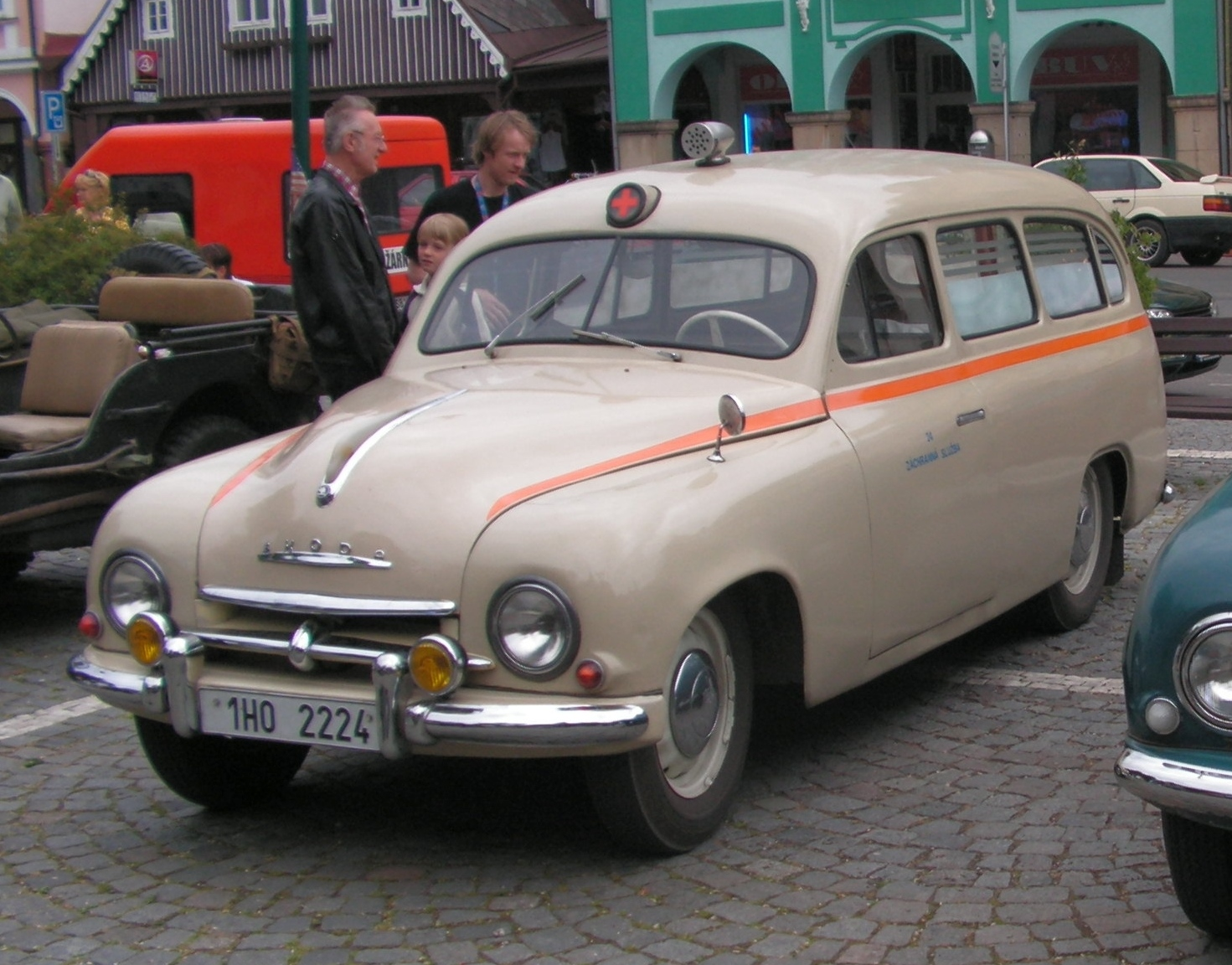
Sanitarka
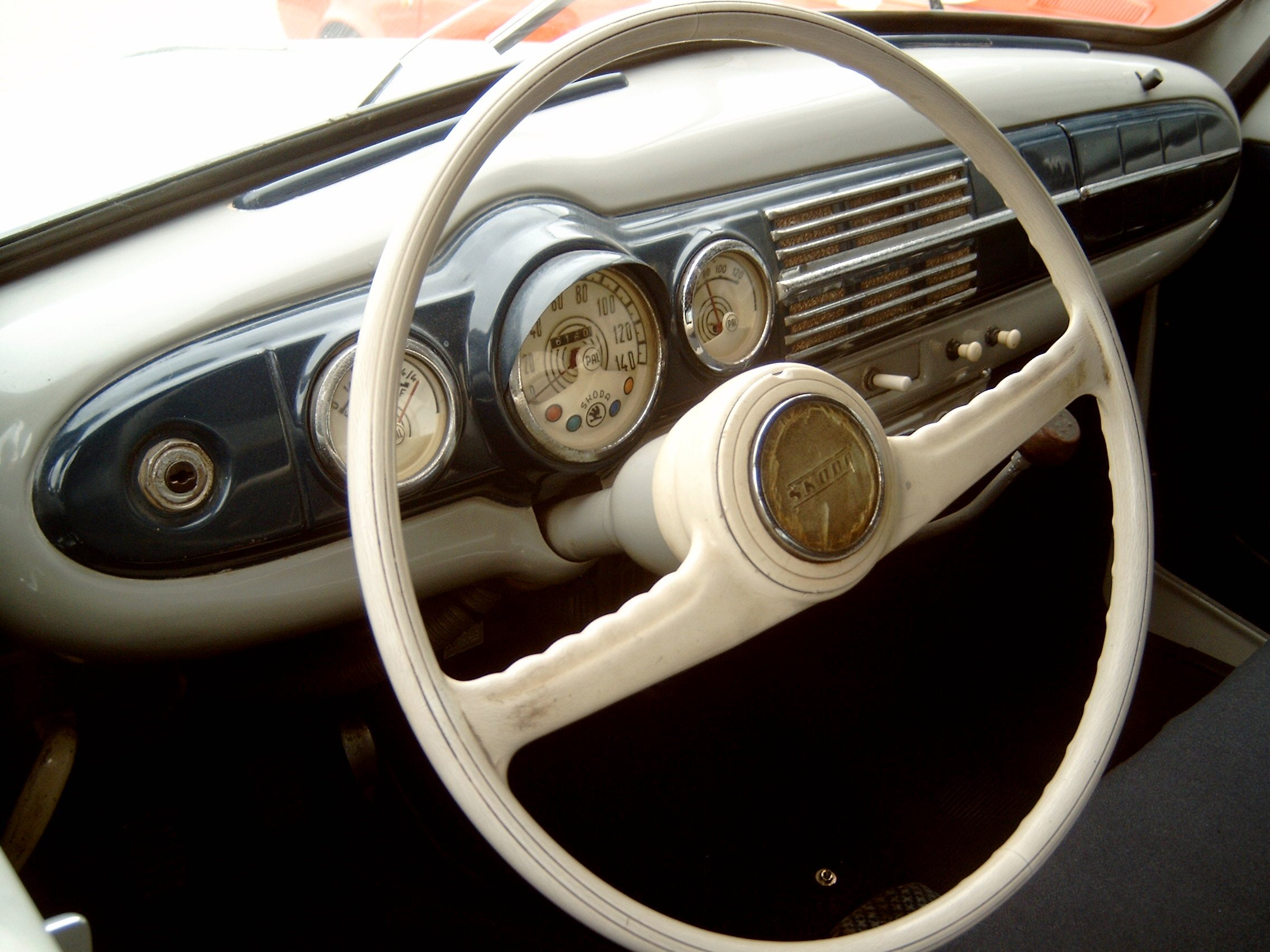
Deska rozdzielcza
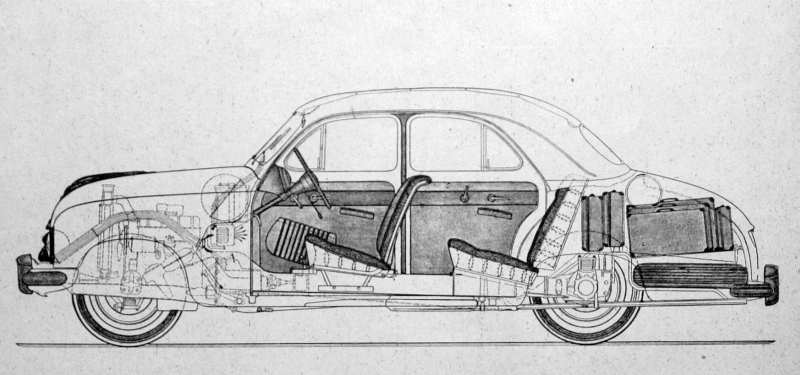
Przekrój